# Эсенов, Довлет Бабаевич
Довлет Эсенов — туркменский сатирик, фельетонист, редактор.

## Биография
Родился и вырос в Туркмении. Возглавлял отдел печати ЦК КПТ. Работал главным редактором сатирического журнала «Токмак» («Колотушка»).
Автор многих фельетонов и юмористических рассказов. 
Лауреат первой премии Союза журналистов СССР (1976) за книгу фельетонов «Конгресс кляузников» (1975, на туркменском языке). Заслуженный деятель культуры Туркмении.